# Inne światy
Inne światy – pierwszy oficjalny album Antoniny Krzysztoń wydany w 1990 roku przez Pomaton na kasecie magnetofonowej.
W 2003 roku nakładem EMI Music Poland ukazała się reedycja tego albumu na płycie kompaktowej, wraz z albumem z roku 1996 pt. "Kiedy przyjdzie dzień".

## Lista utworów
1. Inny świat
2. Tam na brzegu kamienie śpiewają
3. O ograniczaniu nieograniczonego
4. Z siatką na motyle
5. Pocałunki
6. Idąc na spotkanie
7. Lament na św. Franciszka
8. Ach, w naszych czasach
9. Ty i ja
10. Hymn o miłości
11. Choćbym chodził ciemną doliną
12. Zła się nie ulęknę, bo Ty jesteś ze mną